# Église Saint-Martin d'Aubencheul-aux-Bois
L'église Saint-Martin d'Aubencheul-aux-Bois est une église située à Aubencheul-aux-Bois, dans le département de l'Aisne, en France.